# 1548
1548 (MDXLVIII) fue un año bisiesto comenzado en domingo del calendario juliano.

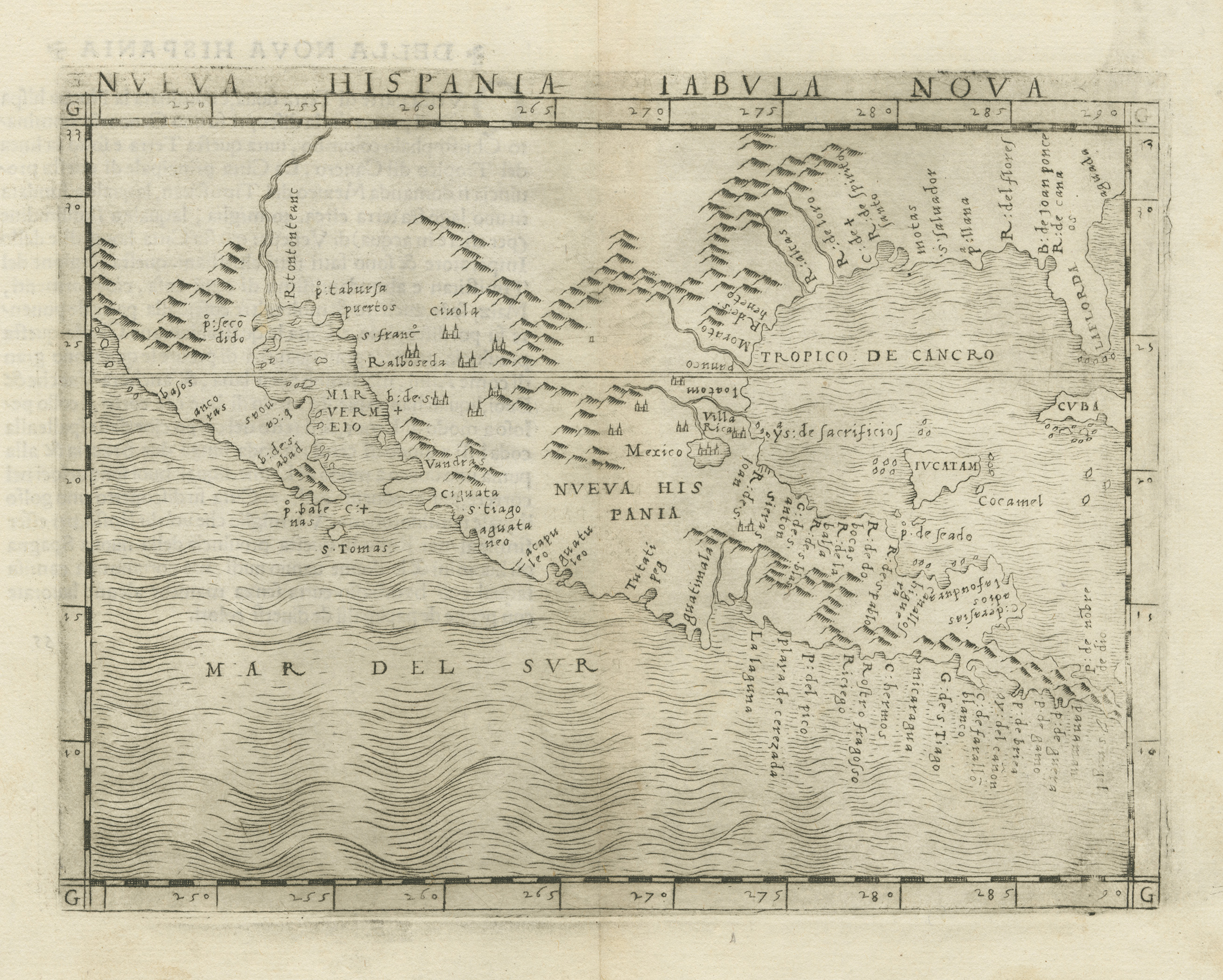
Mapa de Nueva España en 1548

## Acontecimientos
- 20 de enero: Juan de Tolosa junto con Diego de Ibarra, Cristóbal de Oñate y Baltasar Temiño de Bañuelos hicieron la fundación formal de la ciudad de Zacatecas.
- 20 de octubre: el explorador español Alonso de Mendoza funda la ciudad de Nuestra Señora de La Paz.
- España - Ignacio de Loyola - Ejercicios Espirituales.
- El Imperio inca (Ecuador, Colombia, Perú, Bolivia, Argentina) es disuelto por completo bajo el dominio español.
- Fundación de Tena (Cundinamarca)

## Nacimientos
- 5 de enero: Francisco Suárez, teólogo español (f. 1617)
- 26 de agosto: Bernardino Poccetti, pintor italiano (f. 1612)
- 2 de septiembre: Vincenzo Scamozzi, arquitecto renacentista de fines del siglo XVI (f. 1616)
- Giordano Bruno, teólogo italiano.7 de octubre
- Tomás Luis de Victoria, compositor castellano.

## Fallecimientos
- 30 de mayo: Juan Diego Cuauhtlatoatzin; laico e indígena mexicano.
- 3 de junio: Juan de Zumárraga, religioso español (n. 1468)
- 7 de septiembre: Catalina Parr, reina de Inglaterra (n. 1512)